# Heoclisis louiseae
Heoclisis louiseae is een insect uit de familie van de mierenleeuwen (Myrmeleontidae), die tot de orde netvleugeligen (Neuroptera) behoort. 
Heoclisis louiseae is voor het eerst wetenschappelijk beschreven door Banks in 1938.